# Soufflenheim
Soufflenheim là một xã trong vùng Grand Est, thuộc tỉnh Bas-Rhin, quận Haguenau (quận), tổng Bischwiller. Tọa độ địa lý của xã là 48° 49' vĩ độ bắc, 07° 47' kinh độ đông. Soufflenheim nằm trên độ cao trung bình là 124 mét trên mặt nước biển, có độ cao thấp nhất là 116 mét và độ cao nhất là 138 mét. Xã có diện tích 13,24 km², dân số vào thời điểm 1999 là 4.400 người; mật độ dân số là 332 người/km².

## Thông tin nhân khẩu
| 1962  | 1968  | 1975  | 1982  | 1990  | 1999  |
| ----- | ----- | ----- | ----- | ----- | ----- |
| 3 868 | 4 027 | 4 281 | 4 462 | 4 269 | 4 400 |

## Địa điểm tham quan
- Nhà thờ St. Michel (1825)
- Nhà cổ từ thế kỉ 18

## Các thành phố kết nghĩa
- Ambazac, Haute-Vienne, Pháp
- Kandern, Đức

## Nhân vật nổi tiếng
- Biréli Lagrène, nhạc sĩ
- Léon Arthur Elchinger, giám mục của Strasbourg